# Правова система Японії
Правова система Японії — це одна з далекосхідних правових систем, що характеризується поєднанням власного традиційного права та сприйнятих елементів континентальної та англо-американської сімей.

## Періоди розвитку правової системи Японії

### Зародження правової системи Японії— 6 століття
Правова система Японії формувалася протягом багатьох століть. ЇЇ зародження сягає 250 року до н. е., коли на японських островах діяло неписане право, яке ще не відокремилося від традиційних релігійних поглядів синтоїзму. Ця релігія передбачала поклоніння окремим предметам природи — сонцю, місяцю, горам, рікам тощо. У 1 столітті на островах уже існували численні невеличкі країни, що об'єдналися в 4-5 століттях у єдину державу.

### 7-10 століття
У період Давньої Японії (7-10 століття) правова система розвивалася під сильним впливом філософських, культурних і юридичних концепцій Китаю. Японія перейняла ієрогліфічну писемність, буддизм і конфуціанські тексти. Прийняті перші законодавчі акти — «Конституція Сьотоку» (604), «Маніфест Тайка» (646), «Тайхо ре» і «Тайхо рицу» (701—702), метою яких було створення єдиної централізованої системи управління країною на чолі з імператором. Суспільство поділилося на певні класи — ранги, кожен із яких повинен був виконувати чітко визначену функцію. Обов'язки кожного уточнювалися в юридичних збірниках, іменованих «рицу-ре».

### 10-15 століття
Період Японії (10-15століття) вирізнявся ослабленням влади імператора, феодальною роздробленістю і співіснуванням декількох правових систем. До цього призвів розвиток у 9 і 10 століттях системи сеньйорії — недоторканного володіння, звільненого від податків. У Японії отримали владу кілька крупних феодалів, які не підкорялися імператорові і мали власну юрисдикцію. Для японського права цього періоду був характерний партикуляризм. Соціальна структура японського суспільства базувалася на ідеї існування різних класів (лицарів, селян, торговців), кожен із яких мав свій особливий правовий статус. В Японії не складалися правові школи, не було професійних суддів, прокуратури, адвокатів і нотаріусів. Судові функції не відрізнялися від інших публічно-правових функцій — управління, захисту країни тощо.

### 15-20 століття
Наступний період розвитку Японії — перехід до Нового часу (15-19 століття) — подолання феодальної роздробленості і формування централізованої держави. Держава почала розвивати державно-правові інститути. Соціальна структура, як і раніше, мала феодально-становий характер. Найбільш придатною соціальною філософією для японського суспільства було конфуціанство, один із варіантів якого відповідав умовам розвитку Японії й набув особливого поширення в період правління Токугави. Поступово в країні сформувалася загальна судова система. Розвивається і правова думка Японії, яку ілюструють два документи, що значно вплинули на становлення національної правової ідеології — «Стостатейні установлення Токугави» (1616) й «Кодекс зі ста статей» (1742). З кінця 19 століття почався процес «Реставрація Мейдзі», відновлення влади імператора. Прийнята перша Конституція Японії у 1889 р. Держава вступила у фазу глибокого перетворення правової системи на основі рецепції романо-германського права. Прийняті Цивільний, Кримінальний, Кримінально-процесуальний, Торговельний кодекси. Отже, вся система Японії до Другої світової війни ґрунтувалася на романо-германському праві.

### 21 століття
Після поразки у Другій світовій війні Японія опинилася під владою американської військової адміністрації, що призвело до впливу американського права на формування нового законодавства крайни. Цей процес називався «вестернізація» японського права. Прийнята нова Конституція, та низку нових законів. Під впливом американських правових концепцій зазнали змін Кримінальний, Цивільний процесуальний кодекси і навіть традиційні японські інститути сімейного права. Законодавство Японії стало змішаним, у ньому присутні елементи як романо-германського, так і англо-американського права.